# زیواری
الگو:جعبه اطلاعات روستای ایران منطقه زیودار
زیواری، ‌زیو به معنی زیبا از زیور آلات آمده و دار هم به معنی دارنده است ‌ در وآژه نامه پازند به آن اشاره شده 
که به چم معنای دارنده ی زیبای است.

## جمعیت
این روستا در دهستان امجز قرار دارد و براساس سرشماری مرکز آمار ایران در سال ۱۳۸۵، جمعیت آن زیر سه خانوار بوده‌است.